# Lauri Ahlgrén
Pour les articles homonymes, voir Ahlgren.
Lauri Kalevi Ahlgrén, né le 4 septembre 1929 à Karkku et mort le 23 juillet 2021, est un graphiste et artiste peintre finlandais. Il est l'un des représentants les plus connus de l'art informel en Finlande,.

## Œuvres publiques
Les œuvres publiques de Lauri Alhgrén sont les suivantes:

### Vitraux
- 1997 : Église de Tikkakoski
- 1997 : Petite chapelle du cimetière de Vaasa
- 1992 : Chapelle funéraire, Sysmä
- 1991 : Cathédrale de Savonlinna
- 1990 : Église de Joutseno
- 1989 : Église de  Kiukainen
- 1987 : Église de Kemi
- 1987 : Centre paroissial de Toivola-Vuorela, Siilinjärvi
- 1983 : Église d'Asikkala
- 1981 : Église de Kerava
- 1977 : Cathédrale d'Oulu

### Peintures murales
- 1988 : Aamulehti, Tampere
- 1979 : Poste, Järvenpää
- 1983 : École professionnelle centrale du Kainuu
- 1970 : Maison de repos d'Hyvinkää
- 1966 : École finlandaise, Jérusalem
- 1963 : Théâtre municipal de Kuopio
- 1960 : Séminaire d'Heinola

### Retables
- 1959 : Salle de prière de Karkku

## Prix et récompenses
- Médaille Pro Finlandia, 1969

## Galerie

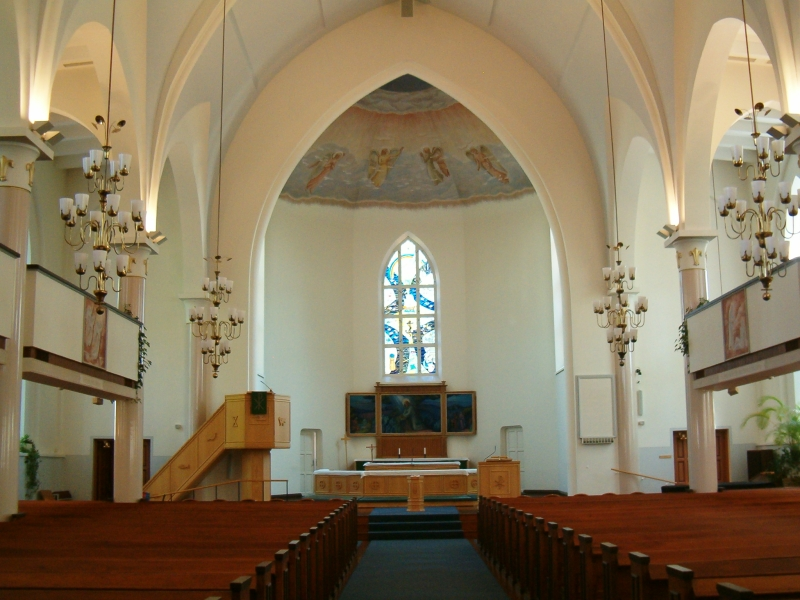
Vitrail de la Cathédrale de Savonlinna.
Blason de Karkku puis de Sastamala.